# Уткино (Троїцький район)
У́ткино (рос. Уткино) — село у складі Троїцького району Алтайського краю, Росія. Входить до складу Боровлянської сільської ради.

## Населення
Населення — 5 осіб (2010; 35 у 2002).
Національний склад (станом на 2002 рік):
- росіяни — 100 %